# Serhij Wakułenko
Serhij Mykołajowycz Wakułenko, ukr. Сергій Миколайович Вакуленко (ur. 7 września 1993 w Charkowie) – ukraiński piłkarz, grający na pozycji pomocnika.

## Kariera piłkarska

### Kariera klubowa
Wychowanek klubów UFK Charków i Szachtar Donieck, barwy których bronił w juniorskich mistrzostwach Ukrainy (DJuFL). 24 lipca 2010 rozpoczął karierę piłkarską w trzeciej drużynie Szachtara Donieck. 28 stycznia 2015 został wypożyczony do Illicziwca Mariupol, a 25 stycznia 2018 przeniósł się do Olimpiku Donieck. 22 lutego 2019 zasilił skład Arsenału Kijów. 27 czerwca 2019 podpisał kontrakt z Karpatami Lwów. 29 stycznia 2020 przeszedł do klubu Araratu-Armenia.

### Kariera reprezentacyjna
Od 2008 występował w juniorskiej reprezentacjach U-17 i U-19. W 2012 został powołany do młodzieżowej reprezentacji Ukrainy.

## Sukcesy i odznaczenia

### Sukcesy klubowe
Illicziweć Mariupol
- mistrz Ukraińskiej Pierwszej Ligi: 2016/17